# Apamea semibrunnea
Apamea semibrunnea là một loài bướm đêm trong họ Noctuidae.